# Juan A. Rivero
Juan Arturo Rivero Quintero (Santurce, 5 de marzo de 1923 − 3 de marzo de 2014) fue un zoólogo y herpetólogo puertorriqueño. Describió cerca de 120 especies de anfibios y lagartos para la ciencia. Proviene de una familia de agricultores dedicados a la ganadería y el cultivo de caña. Realiza sus primeros grados en las escuelas Luchetti y Labra y culmina su preparación elemental en la escuela Modelo y University High, en Río Piedras.
En el 1941 emigró a Mayagüez para iniciar estudios en Agricultura. “La ciudad me pareció entonces como petrificada en el aburrimiento; por las tardes se cubría de nubarrones grises como los que sirven de trono a las vírgenes y los arcángeles, y por la noche, después de un incierto chapuzón vespertino, el cielo quedaba casi siempre sin la estrella que nos guía. Pero amé y sintonize mi vida con una mujer de esta ciudad, con una que, como diría García Márquez, le da siete vueltas a las de nombres más largos, y ella influyó para que anclarse definitivamente a orillas del Yagüez”. En el 1945 contrae matrimonio con la mujer que le enamoró toda la vida, Eneida Bordallo Correa y con quien procreó dos hijos, Juan Agustín Rivero-Bordallo y Hedrick Jay Rivero Bordallo.
Obtiene su bachillerato en el Colegio de Artes Mecánicas de Mayagüez(CAAM) en el 1945. En el 1945 en plena guerra tuvo que alistarse en Fort Benning para ser oficial de infantería.Pero antes de terminar el entrenamiento, la Segunda Guerra Mundial culmina y pudo renunciar al ejército para regresar a Puerto Rico en mayo del 1946.
En el 1946 trabajó con el reconocido fisiólogo de renombre internacional el Dr. Van Overbeeck en el Instituto de Agricultura Tropical. En el 1947 fue contratado por el Departamento de Biología del CAAM. Rivero se desempeñó como Instructor desde el 1947 hasta el 1953. Como Instructor entabla conversaciones con el reconocido herpetólogo Karl Patterson Schmidt (Museo de Historia Natural de Chicago) sobre aspectos de la fauna anfibia de Puerto Rico. En el 1950, participa de la expedición al Alto Orinoco, que le servirá de base para sus estudios doctorales. Adquiere la maestría y su doctorado en la Universidad de Harvard en 1951 y 1953. Su especialización es la herpetología en especial la geografía de las ranas neotropicales y taxonomía.
Obtiene el nombramiento de Asistente de Profesor (1953-1954), Profesor Asociado desde (1954-1958), la tenencia recibida en el 1954, y ejerció como profesor desde (1958-2014). En el 1954 el Dr. Rivero fundó el Instituto de Biología Marina que posteriormente se convertiría en el Departamento de Ciencias Marinas de la Universidad de Puerto Rico en que inició operaciones en la isla de Magueyes del Municipio de Lajas.
En el 1957 el concepto de Rivero de una organizar las islas de estudios marinos se convierte en la “Asociación de Laboratorios de Islas Marinas del Caribe” que posteriormente se transforma en la “Asociación de Laboratorios Marinos del Caribe”.  En el 1960, crea la Sociedad Zoológica de Puerto Rico y un programa de televisión local “Ciencia al Día” que fue transmitido por catorce años consecutivos a través de WIPR. Fue Director del Departamento de Biología desde 1959 hasta 1960. Director del Instituto de Biología Marina de 1954 a 1962. Decano de la Facultad de Artes y Ciencias de 1962 a 1966.Presidente de la Asociación de Laboratorios de Islas Marinas del Caribe en 1957. Rivero ha sido investigador honorario del Instituto Venezolano de Investigaciones Científicas, investigador asociado en el Museo de Zoología Comparada de Harvard y científico invitado a la expedición oceanográfica del Vema al Océano Pacífico.
También fue fundador del Zoológico de Mayagüez, el único zoológico en Puerto Rico, que ahora es dueño de una extensa colección de animales de todos los continentes. En 1997 el zoológico pasó a llamarse Zoológico Dr. Juan A. Rivero en su honor.
Es considerado el padre de la herpetología puertorriqueña. El eterno colegial de más de 6 décadas de enseñanza pedagógica. Estuvo laborando en el recinto mayagüezano de la Universidad de Puerto Rico por 65 años hasta octubre del 2013. Dictó cursos de; Comportamiento Animal, Biología del Sexo, Evolución, Herpetología, Anatomía Comparada de Vertebrados, Fisiología, Zoología Sistemática y Seminario de Posgrado.
El Dr Juan A. Rivero falleció el 3 de marzo de 2014 a los 90 años con un padecimiento de cáncer.
Durante 14 años fue anfitrión de un programa de divulgación científica "Ciencia al Día" a través de WIPR – la televisora del Pueblo de Puerto Rico.

## Logros y reconocimientos
- Ha publicado 108 artículos científicos y más de 300 artículos de divulgación populares y 17 libros.
- Ha sido honrado al recibir una beca Guggenheim en 1967 y condujo estudios de herpetología en la Cordillera de los Andes.
- Primer Premio del Instituto de Literatura Puertorriqueña en 1979.
- Participante Distinguido del Congreso Latinoamericana de Zoología en 1980.
- Investigador Distinguido en 1985 del Recinto Universitario de Mayagüez.
- Recibió el honor académico más alto que otorga la Universidad de Puerto Rico a sus profesores activos nombrándole Profesor Distinguido en el 1987.
- El Senado Académico de la Universidad de Puerto Rico, Recinto de Mayagüez le honró al solicitarle que ofreciera al claustro la Lección Magistral en el 1991.
- Único profesor en tener siempre un lugar de estacionamiento reservado y secretario privado.
- Se le otorgó la distinción de ser miembro del grupo de Colegiales Ilustres en la Primera Exaltación de Egresados del Colegio de Mayagüez en el 1998.
- La ley 32 del 19 de enero de 1998 autoría del senador Carlos Pagan dispone que el Zoológico de Puerto Rico sea designado con el nombre de Dr. Juan A. Rivero.
- En el 2006 fue uno de los nominados y único puertorriqueño a recibir el Premio del Príncipe de Asturias en el área de las ciencias.
- En el 2015 el Municipio de Mayagüez le dedica póstumamente la Magna Feria Internacional del Libro Eugenio María de Hostos. Se le hace una dedicación póstuma
- Catorce nuevas especies animales, incluyendo el coqui del Rivero, han sido nombrados en su nombre.

## Libros
- Los coquíes de Puerto Rico
- El Coquí Dorado de Puerto Rico y otras Ranas de Hábitos Reproductivos Peculiares
- Anfibios y Reptiles de Puerto Rico
- Anfibios y Reptiles de Nuestro Folklore
- Los Machos, las Hembras y los Intersexos
- Biología del Sexo
- Principios de Evolución Orgánica
- Los Helechos Cuernos de Alce o Platicerios
- Salientia de Venezuela
- Expedición de la UPR a las Selvas del Alto Orinoco 1950
- El Dolor de la Espalda Baja
- Principios de conducta animal.
- Las llamadas del sexo.
- Los animales del Zoológico Dr. Juan Rivero.
- Guía para la identificación de lagartos y culebras de Puerto Rico.
- Ladrillos: escritos de Juan A. Rivero. J. A. Rivero.
- Árboles frutales exóticos y poco conocidos en Puerto Rico.
- El libro de las hojas: Hojas distinguidas.
- Ladrillos II. Escritos de Juan A. Rivero.
- Flores silvestres de Puerto Rico.

## Escritos Científicos
- Burkholder, P. R., L. M. Burkholder and J. A. Rivero. 1959. Some chemical constitutes of Turtle Grass, Thalassia testudinum. Bulletin of the Torrey Botanical Club 86:88-93.
- Burkholder, P. R., L. M. Burkholder and J. A. Rivero. 1959. Chlorophyll A in some corals and marine plants. Nature 183: 1338-1339.
- Duellman, W. E. and J. A. Rivero. 1971. Rana boans Linnaeus, 1758 (Amphibia):Request for placement on the official list of specific names in Zoology. Z.N.(S.)1957. Bulletin of Zoological Nomenclature 28: 117-118.
- Joglar, R. L. and J. A. Rivero. 1986. Sinonimia de Eleutherodactylus ramosi Rivero.Caribbean Journal of Science 22: 123.
- Odum, H. T., P. R. Burkholder and J. A. Rivero. 1959. Measurements of productivity of Turtle Grass flats, reefs, and the Bahía Fosforescente of southern Puerto Rico. Publications of the Institute of Marine Science, University of Texas, Port Aransas 6: 159-170.
- Péfaur, J. E. and J. A. Rivero. 1989. Biogeografía de la herpetofauna venezolana. Resúmenes I Congreso Latinoamericano de Ecología, 7 pp.
- Péfaur, J. E. and J. A. Rivero. 2000. Distribution, species-richness, endemism, and conservation of Venezuelan amphibians and reptiles. Amphibian and Reptile Conservation 2: 42-70.
- Rivero, J. A. 1959. Two new species of Eleutherodactylus from Puerto Rico. Breviora (103): 1-6.
- Rivero, J. A. 1961. Salientia of Venezuela. Bulletin of the Museum of Comparative Zoology 126(1): 208 pp., 13 figs., 1 pl. [Reprinted 1972].
- Rivero, J. A. 1963. Eleutherodactylus hedricki, a new species of frog from Puerto Rico (Salientia, Leptodactylidae). Breviora (185): 1-7.
- Rivero, J. A. 1963. The distribution of Venezuelan frogs. I. The Maracaibo Basin. Caribbean Journal of Science 3: 7-15.
- Rivero, J. A. 1963. The distribution of Venezuelan frogs. II. The Venezuelan Andes. Caribbean Journal of Science 3: 87-102.
- Rivero, J. A. 1963. The distribution of Venezuelan frogs. III. The Sierra de Perija and the Falcon Region. Caribbean Journal of Science 3: 197-200.
- Rivero, J. A. 1963. Hyla ginesi, a new name for Hyla loveridgei Rivero. Caribbean Journal of Science 3: 28.
- Rivero, J. A. 1963. Five new species of Atelopus from Colombia, with notes on other species from Colombia and Ecuador. Caribbean Journal of Science 3: 103-124.
- Rivero, J. A. 1963. La productividad del mar. Revista de Agricultura de Puerto Rico 50: 4-18 [reprinted 1965].
- Rivero, J. A. 1964. Salientios (Amphibia) en la Colección de la Sociedad de Ciencias Naturales La Salle de Venezuela. Caribbean Journal of Science 4: 297-306.
- Rivero, J. A. 1964. The distribution of Venezuelan frogs. IV. The coastal range. Caribbean Journal of Science 4: 307-320.
- Rivero, J. A. 1964. The distribution of Venezuelan frogs. V. The Venezuelan Guayana. Caribbean Journal of Science 4: 411-420.
- Rivero, J. A. 1964. The distribution of Venezuelan frogs. VI. The Llanos and Delta Region. Caribbean Journal of Science 4: 491-496.
- Rivero, J. A. 1965. Notes on the Andean salientian (Amphibia) Atelopus ignescens (Cornalia). Caribbean Journal of Science 5: 137-140.
- Rivero, J. A. 1966. Notes on the genus Cryptobatrachus (amphibia: Salientia) with the description of a new race and four new species of a new genus of hylid frogs. Caribbean Journal of Science 6: 137-149.
- Rivero, J. A. 1966. Más ciencias para el humanista. Boletín Academia Artes y Ciencias de Puerto Rico 2: 285-294.
- Rivero, J. A. 1967. Adiciones recientes a la fauna anfibia de Venezuela. Memoria de la Sociedad de Ciencias Naturales La Salle 27: 5-10.
- Rivero, J. A. 1967. Anfibios coleccionados por la expedición Franco-Venezolana al Alto Orinoco 1951-1952. Caribbean Journal of Science 7: 145-154.
- Rivero, J. A. 1967. A new race of Otophryne robusta Boulenger (Amphibia: Salientia) from the Chimanta-Tepui of Venezuela. Caribbean Journal of Science 7: 155-158.
- Rivero, J. A. 1968. More on the Atelopus (Amphibia, Salientia) from western South America. Caribbean Journal of Science 8: 19-29.
- Rivero, J. A. 1968. A new species of Eleutherodactylus (Amphibia, Salientia) from the Guayana region, Edo. Bolívar, Venezuela. Breviora (306): 1-11.
- Rivero, J. A. 1968. A new species of Hyla (Amphibia, Salientia) from the Venezuelan Guayana. Breviora (307): 1-5.
- Rivero, J. A. 1968. Los centrolénidos de Venezuela (Amphibia, Salienta). Memoria de la Sociedad de Ciencias Naturales La Salle 28: 301-334.
- Rivero, J. A. 1968. El problema de Leptodactylus rhodomystax Boulenger (Amphibia: Salientia). Memoria de la Sociedad de Ciencias Naturales La Salle 28: 145-150.
- Rivero, J. A. 1968. Sobre la identidad de Hyla rostrata Peters (Amphibia, Salientia). Acta Biologica Venezuelica (Instituto de Zoología Tropical de la Facultad de Ciencias de la Universidad Central de Venezuela) 6(3-4): 133-138.
- Rivero, J. A. 1968. A new species of Elosia (Amphibia, Salienta) from Mt. Duida, Venezuela. American Museum Novitates (2334): 1-9.
- Rivero, J. A. 1968. Ensayo sobre las artes y las ciencias. Boletín Academia Artes yCiencias de Puerto Rico 4(2): 59-78.
- Rivero, J. A. 1969. A new name for Sphaenorhynchus aurantiacus (Daudin) (Amphibia, Salientia). Copeia 1969: 700-703.
- Rivero, J. A. 1969. Sobre la Hyla rubra Laurenti y la Hyla x-signata Spix (Amphibia, Salientia). Memoria de la Sociedad de Ciencias Naturales La Salle 29: 109-118.
- Rivero, J. A. 1969. On the identity and relationships of Hyla luteocellata Roux (Amphibia, Salientia). Herpetologica 25: 126-134.
- Rivero, J. A. 1969. Nota sobre Atelopus carinatus Andersson y Atelopus palmatus Andersson (Amphibia, Salientia). Memoria de la Sociedad de Ciencias Naturales La Salle 29: 142-145.
- Rivero, J. A. 1969. A new species of Hyla (Amphibia, Salientia) from the region of Páramo de Tamá, Venezuela. Caribbean Journal of Science 9: 145-150.
- Rivero, J. A. 1970. On the origin, endemism and distribution of the genus Stefania Rivero (Amphibia: Salientia) with a description of a new species from southeastern Venezuela. Boletín de la Sociedad Venezolana de Ciencias Naturales 28(117-118):456-481.
- Rivero, J. A. 1971. Tres nuevos récords y una nueva especie de anfibios de Venezuela. Caribbean Journal of Science 11: 1-9.
- Rivero, J. A. 1971. Notas sobre los anfibios de Venezuela. I. Sobre los hílidos de la Guayana Venezolana. Caribbean Journal of Science 11: 181-193.
- Rivero, J. A. 1971. Un nuevo e interesante Dendrobates (Amphibia, Salientia) del Cerro Yapacana de Venezuela. Kasmera (Publicación del Universidad del Zulia) 3: 389-396.
- Rivero, J. A. 1972. On Atelopus oxyrhynchus Boulenger (Amphibia, Salientia), with the description of a new race and a related new species from the Venezuelan páramos. Boletín de la Sociedad Venezolana de Ciencias Naturales 29: 600-612.
- Rivero, J. A. 1972. La ranita “más elevada” de Venezuela. Natura (Revista Trimestral de Divulgación Científica, Tecnical y Cultural. Sociedad de Ciencias Naturales La Salle) (48-49): 35-36.
- Rivero, J. A. 1973. Problemas científicos y tecnológicos y responsabilidad social. Pages 81-89 In: E. B. Rivero y B. Cores Trasmonte (Eds.) Introducción as las ciencias sociales: Antología de lecturas. Volume II. Política y economía. Serie de Estudios Sicológicos. Número 3. Universidad de Puerto Rico, Mayagüez, Puerto Rico.
- Rivero, J. A. 1974. Sobre la responsabilidad social del científico. Boletín de la Academia de Artes y Ciencias de Puerto Rico 10: 209-221.
- Rivero, J. A. “1976” (1978). Notas sobre los anfibios de Venezuela. II. Sobre los Colostethus de los Andes Venezolanos. Memoria de la Sociedad de Ciencias Naturales La Salle 35: 327-344.
- Rivero, J. A. “1978” (1980). Notas sobre los anfibios de Venezuela. III. Nuevos Colostethus de los Andes Venezolanos. Memoria de la Sociedad de Ciencias Naturales La Salle 38: 95-111.
- Rivero, J. A. 1979. Sobre el origen de la fauna paramera de anfibios Venezolanos. Pages 165-175 In: M. L. Salgado-Labouriau (Ed.) El Medio Ambiente Páramo. Actas Seminario Mérida, Mérida, Venezuela.
- Rivero, J. A. “1980” (1984). Notas sobre los anfibios de Venezuela. IV. Una nueva especie de Aletopus (Amphibia, Bufonidae) de los Andes, con anotaciones sobre el posible origen del género en Venezuela. Memoria de la Sociedad de Ciencias Naturales La Salle 40: 129-139.
- Rivero, J. A. “1980” (1982). Anfibios neotropicales: Origen y distribución. Pages 91-122 In: P. J. Salinas (Ed.) Zoológica Neotropical. Actas del VIII Congreso Latinoamericano de Zoología. Volomen 1. Mérida, Venezuela.
- Rivero, J. A. 1982. Sobre el Colostethus mandelorum (Schomidt) y el Colostethus inflexus Rivero (Amphibia, Dendrobatidae). Memoria de la Sociedad de Ciencias Naturales La Salle 42: 9-16.
- Rivero, J. A. 1982. Los Eleutherodactylus (Amphibia, Leptodactylidae) de los Andes Venezolanos. I, Especies del Páramo. Memoria de la Sociedad de Ciencias Naturales La Salle 42: 17-56.
- Rivero, J. A. 1982. Los Eleutherodactylus (Amphibia, Leptodactylidae) de los Andes Venezolanos. II, Especies sub-parameras. Memoria de la Sociedad de Ciencias Naturales La Salle 42: 57-132.
- Rivero, J. A. “1983” (1985). Sobre las relaciones y el origen de los Eleutherodactylus (Amphibia, Leptodactylidae) andinos de Venezuela. Pages 199-204 In: Informe Final IX CLAZ Perú, VIII Congreso Latinoamericano de Zoología, Arequipa, Perú [same as 1984. Carib. J. Sci. 20: 139-144].
- Rivero, J. A. 1984. Una nueva especie de Colostethus (Amphibia, Dendrobatidae) de la Cordillera de la Costa, con anotaciones sobre otros Colostethus de Venezuela. Brenesia (Museo Nacional de Costa Rica) 22: 51-56.
- Rivero, J. A. 1984. Una nueva especie de Eleutherodactylus (Amphibia, Leptodactylidae) cabezón de Antioquia, Colombia. Caribbean Journal of Science 20: 101-103.
- Rivero, J. A. 1984. Sobre las relaciones y el origen de los Eleutherodactylus (Amphibia, Leptodactylidae) andinos de Venezuela. Caribbean Journal of Science 20: 139-144.
- Rivero, J. A. 1984. Notas sobre los anfibios de Venezuela IV. Una nueva especie de Atelopus (Amphibia: Bufonidae) de los Andes, con anotaciones sobre el posible origen del género en Venezuela. Memoria de la Sociedad de Ciencias Naturales La Salle 40: 129-139.
- Rivero, J. A. 1985. Nuevos centrolénidos de Colombia y Venezuela. Brenesia (Museo Nacional de Costa Rica) 23: 335-373.
- Rivero, J. A. 1986. Descripción de una nueva especie Eleutherodactylus (Amphibia, Leptodactylidae) del subgrupo Myersi, con anotaciones sobre las relaciones y el origen de ese grupo de especies. Caribbean Journal of Science 22: 107-114.
- Rivero, J. A. 1986. Selección sexual e inversión parental en los animales y en el hombre. Boletín de Lima (Revista Científica Cultural del Perú Geografía Arqueología) (48): 91-95. Rivero, J. A. 1987. Los anfibios anuros de Perú. Boletín de Lima (Revista Científica Cultural del Perú Geografía Arqueología) 49: 10-25.
- Rivero, J. A. “1988” (1990). Sobre las relaciones de las especies del género Colostethus (Amphibia, Dendrobatidae). Memoria de la Sociedad de Ciencias Naturales La Salle 48: 3-32.
- Rivero, J. A. 1991. New Colostethus (Amphibia, Dendrobatidae) from South America. Breviora (493): 1-28.
- Rivero, J. A. 1991. New Ecuadorean Colostethus (Amphibia, Dendrobatidae) in the collection of the National Museum of Natural History, Smithsonian Institution.Caribbean Journal of Science 27: 1-22.
- Rivero, J. A. 1991. Divagaciones sobre las especies de coquíes en peligro de extinción y las causas posibles de esa situación. Pages 54-55 In: J. A. Moreno (Ed.) Estatus y distribución de los reptiles y anfibios de la región de Puerto Rico. Publicación Científica Miscelánea Número 1. Departamento de Recursos Naturales y Ambientales de Puerto Rico.
- Rivero, J. A. and A. Almendáriz. “1991” (1992). La identificación de los Colostethus (Amphibia, Dendrobatidae) de Ecuador. Politécnica (Revista de Información Técnico-Científica, Quito, Ecuador) 16: 99-151.Rivero, J. A. and C. J. Castaño. 1990. A new and peculiar species of Ramphophryne (Amphibia, Bufonidae) from Antioquia, Colombia. Journal of Herpetology 24: 1-5.
- Rivero, J. A. and A. E. Esteves. 1969. Observations on the agonistic and breeding behavior of Leptodactylus pentadactylus and other amphibian species in Venezuela. Breviora (321): 1-14.
- Rivero, J. A. and H. Granados Díaz. 1989. Nuevos Colostethus (Amphibia, Dendrobatidae) del Departamento de Cauca, Colombia. Caribbean Journal of Science 25: 148-152.
- Rivero, J. A. and H. Granados Díaz. 1993. Nueva especie de Atelopus (Amphibia: Bufonidae) del Departamento del Cauca, Colombia. Caribbean Journal of Science 29: 12-17.
- Rivero, J. A. and H. Heatwole. 1979. Herpetogeography of Puerto Rico. VI. A bibliography of the herpetology of Puerto Rico and the Virgin Islands. Smithsonian Herpetological Information Service (43): 1-17.
- Rivero, J. A. and R. L. Joglar. 1979. Eleutherodactylus cochranae (Whistling Eleutherodactylus; Coqui Pitito) Puerto Rico, USA. Culebra Island. Geographic Distribution. Anura. Herpetological Review 10: 101.
- Rivero, J. A., R. L. Joglar and I. Vazquez. 1982. Cinco nuevos ejemplares del Culebrón de la Mona, Epicrates m. monensis (Ophidia: Boidae). Caribbean Journal of Science 17: 7-13.
- Rivero, J. A., J. A. Langone and C. M. Prigioni. 1986. Anfibios anuros colectados por la expedición del Museo Nacional de Historia Natural de Montevideo del Río Caura, Estado Bolívar, Venezuela; con la descripción de una nueva especie de Colostethus (Dendrobatidae). Comunicaciones Zoológicas del Museo de Historia Natural de Montevideo 157(11): 1-15.
- Rivero, J. A. and E. Lugo. 1984. Ética en la sistemática. Memoria de la Sociedad de Ciencias Naturales La Salle 44: 217-229.
- Rivero, J. A. and E. Lugo. 1994. Ética en la sistemática. Pages 523-536, Chapter 28 In: J. Llorente Bousquets and I. Luna Vega (Eds.) Taxonomía Biológica. Universidad Nacional Autónoma de México, Fondo de Cultura Económica, México.
- Rivero, J. A., J. Maldonado and H. Mayorga. 1963. On the habits and food of Eleutherodactylus karlschmidti Grant. Caribbean Journal of Science 3: 25-27. Rivero, J. A. and H. Mayorga. 1963. Notes on the distribution of some Puerto Rican frogs with a discussion on the possible origin of Eleutherodactylus locustus. Caribbean Journal of Science 3: 81-85.
- Rivero, J. A. and H. Mayorga. 1973. Un nuevo Eleutherodactylus (Amphibia, Salientia) del Páramo de Guaramacal, Estado Trujillo, Venezuela. Caribbean Journal of Science 13: 75-79.
- Rivero, J. A., H. Mayorga, E. Estremera, and I. Izquierdo. 1980. Sobre el Bufo lémur (Cope) (Amphibia, Bufonidae). Caribbean Journal of Science 15: 33-40.
- Rivero, J. A. and V. R. Morales. “1992” (1995). Descripción de una especie nuevo Atelopus (Anura: Bufonidae) del Departamento del Cauca, Colombia. Brenesia (Museo Nacional de Costa Rica) 38: 29-36.
- Rivero, J. A., L. Oliver and M. A. Irizarry. 1987. Los discos digitales de tres de Eleutherodactylus (Anura, Leptodactylidae) de Puerto Rico, con anotaciones sobre los mecanismos de adhesión en las ranas. Caribbean Journal of Science 23: 226-237.
- Rivero, J. A. and D. Seguí. 1996. Sobre la evolución de los discos digitales de las ranas. Pages 77-95 In: J. E. Péfaur (Ed.) Herpetología Neotropical. Actas del II Congreso de Herpetología. Volume 2. Universidad de los Andes, Venezuela.
- Rivero, J. A. and M. A. Serna. 1984. Una nueva Pseudopaludicola (Amphibia, Leptodactylidae) cornuda del sureste de Colombia. Caribbean Journal of Science20: 169-171.
- Rivero, J. A. and M. A. Serna. 1985. Nota sobre el Atelopus nicefori Rivero, con la descripción de una nueva especie de Atelopus (Amphibia: Bufonidae) de Colombia. Caribbean Journal of Science 21: 79-82.
- Rivero, J. A. and M. A. Serna. 1985. Sobre la identificación de los Colostethus (Amphibia, Dendrobatidae) de Colombia. Caribbean Journal of Science 21: 143- 153.
- Rivero, J. A. and M. A. Serna. 1986. Dos nuevas especies de Colostethus de Colombia.Caldasia (Instituto de Ciencias Naturales, Facultad de Ciencias-Universidad Nacional de Colombia) 15(71-75): 525-531.Rivero, J. A. and M. A. Serna. “1987” (1988). Tres nuevas especies de Eleutherodactylus(Amphibia, Leptodactylidae) de Antioquia, Colombia. Caribbean Journal of Science 23: 386-399.
- Rivero, J. A. and M. A. Serna. “1988” (1989). La identificaión de los Colostethus (Amphibia, Dendrobatidae) de Colombia. Caribbean Journal of Science 24: 137-154.
- Rivero, J. A. and M. A. Serna. 1989. Una nueva especie de Atelopus (Amphibia:Bufonidae) de Colombia. Caribbean Journal of Science 25: 36-40.
- Rivero, J. A. and M. A. Serna. 1991. Tres nuevas especies de Colostethus (Amphibia, Dendrobatidae) de Colombia. Trianea (Acta Científica y Tecnológica INDERENA [Instituto Nacional de los Recursos Naturales Renovables y del Ambiente]) 4: 481-495.
- Rivero, J. A. and M. A. Serna. “1991” (1993). A new species of Atelopus (Amphibia, Bufonidae) from Antioquia, Colombia. Brenesia (Museo Nacional de Costa Rica) 36: 15-20.
- Rivero, J. A. and M. A. Serna. “1995” (2000). Nuevos Colostethus (Amphibia, Dendrobatidae) del Departamento de Antioquia, Colombia, con la descripción del renacuajo de Colostethus fraterdanieli/New species of Colostethus (Amphibia, Dendrobatidae) of the Department of Antioquia, Colombia, with the description of the tadpole of fraterdanieli. Revista de Ecología Latino Americana 2: 45-58.
- Rivero, J. A. and H. Solano. 1977. Origen y evolución Eleutherodactylus (Amphibia, Leptodactylidae) de los Andes Venezolanos. Memoria de la Sociedad de Ciencias Naturales La Salle 37: 249-263.
- Williams, E. E., J. A. Rivero, and R. Thomas. 1965. A new anole (Sauria, Iguanidae) from Puerto Rico. Breviora (231): 1-18 [Williams, E. E. and J. A. Rivero. Part I.Description. Pages 1-9, 17-18, within].[5]

## Especies nominadas en su honor
- Glomeridesmus riveroi Chamberlin, 1950
- Ballophilus riveroi Chamberlin, 1950
- Hemitrochus riveroi Turner, 1958
- Atractus riveroi Roze, 1961
- Geomelania riveroi Clench, 1962
- Mannophryne riveroi (Donoso Barros, 1965)
- Dendropsophus riveroi (Cochran & Goin, 1970)
- Processa riveroi Manning & Chace, 1971
- Leptodactylus riveroi Heyer & Pyburn, 1983
- Marshallela riveroi Ramos, 1989
- Cochranella riveroi (Ayarzagüena, 1992)
- Pristimantis riveroi (Lynch & La Marca, 1993)
- Stefania riveroi Señaris, Ayarzagüena & Gorzula, 1997
- Eleutherodactylus juanariveroi Ríos-López & Thomas, 2007